# Attio Insteio Tertullo
Attio Insteio Tertullo (latino: Attius Insteius Tertullus; fl. 307-308) è stato un politico romano di età imperiale.
Discendente di Lucio Insteio Tertullo, sodalis Augustalis nel 214, fu probabilmente il padre di Attio Insteio Tertullo Populonio.
Tertullo era un senatore; fu prima quaestor candidatus, poi praetor candidatus, poi console suffetto, corrector di Venetia et Histria, supervisore ai laboratori, proconsole d'Africa, e infine praefectus urbi nel 307-308. Durante il suo mandato come prefetto si occupò probabilmente della costruzione della basilica di Massenzio: il corpus magnariorum (la corporazione dei commercianti all'ingrosso) gli dedicò una statua, il cui basamento è stato ritrovato.